# Getlink
La Getlink, in precedenza Groupe Eurotunnel SE (o più semplicemente Eurotunnel), è una società europea con sede a Parigi, in Francia, concessionaria per 99 anni del tunnel della Manica di cui è gestore dell'infrastruttura. È uno dei leader in Europa del trasporto ferroviario combinato. La sua storia è segnata da una successione di ristrutturazioni finanziarie. È quotata a Parigi e listata a Londra e ha avuto una crescita importante a seguito della ristrutturazione avviata da Jacques Gounon.

## Storia
La società venne fondata il 13 agosto 1986 con l'obiettivo di finanziare, costruire e gestire una galleria tra il Regno Unito e la Francia. La società appaltò la costruzione della galleria alla TransManche Link. Il costo finale fu di 9,5 miliardi di sterline, circa il doppio della stima iniziale di 4,7 miliardi. La galleria venne finanziata in parte dall'investimento degli azionisti e in parte attraverso un debito di 8 miliardi di sterline e venne inaugurata il 6 maggio 1994 dalla Regina Elisabetta II e dal Presidente François Mitterrand. Nel suo primo anno di operatività la società incassò una perdita di 925 milioni di sterline a causa delle deludenti entrate da passeggeri e merci, assieme ai pesanti interessi dovuti sugli 8 miliardi di debito.
Nell'aprile 2004, un gruppo di azionisti dissidenti guidati da Nicolas Miguet riuscì a prendere il controllo del consiglio di amministrazione. Tuttavia nel febbraio 2005 Jean-Louis Raymond, il nuovo amministratore delegato, si dimise e il presidente del consiglio di amministrazione Jacques Gounon ne prese il posto. Nel luglio 2006, gli azionisti votarono un accordo preliminare di ristrutturazione del debito per il suo dimezzamento, poi ridotto a 6,2 miliardi di sterline, in cambio dell'87% delle azioni. Tuttavia quest'accordo fallì e il 2 agosto 2006 la società venne posta in amministrazione controllata da un tribunale francese per 6 mesi. Nel maggio 2007 un nuovo piano di ristrutturazione venne approvato dagli azionisti in cui Deutsche Bank, Goldman Sachs e Citigroup si impegnavano a garantire un prestito a lungo termine da 2,8 miliardi di sterline, saldando il debito rimanente in cambio di azioni, e gli azionisti rinunciavano ai viaggi gratis illimitati e altri privilegi che avevano.
Si tratta di una delle poche società francesi in cui sono rappresentati i piccoli azionisti, molto attivi, che sono presenti nel consiglio d'amministrazione con l'Association de défense des actionnaires minoritaires di Colette Neuville. Gli azionisti possiedono circa il 30% del capitale del gruppo.

## Azionisti
- Mundys (tramite il Aero 1 Global & International) 15,49%
- Franklin Resources 4,99%
- Prudential 4,86%

fonte: COFISEM - aggiornamento: 19/10/10

## Indici borsistici
Indice e peso
- SBF 80 2.3N %
- SBF 120 0.36 %
- SBF 250 0.35 %
- NEXT 150 1.87 %
- CAC ALL SHARES 0.28 %
- CAC NEXT20 4.62 %
- CAC INDUSTRIALS 2.37 %
- CAC IND. TRANSP. 55.90 %